# Boisney
Boisney es una pequeña localidad y comuna francesa situada en la región de Normandía, departamento de Eure, en el distrito de Bernay y cantón de Brionne.

## Demografía
| 210 | 241 | 249 | 242 | 276 | 301 |
| Para los censos de 1962 a 1999 la población legal corresponde a la población sin duplicidades (Fuente: INSEE [Consultar]) |     |     |     |     |     |

## Lugares de interés
- La iglesia de Saint-Aubin, románica del siglo XII, clasificada como Monumento histórico de Francia.
- Restos de la calzada romana construida comunicando Ruan con Le Mans.